# Нигума
Нигума, также Ваджрадхара Нигума, Вималашри (санскр.: IAST: Vimalashri, IAST: Vajradhara Niguma; X в., Кашмир, Индия — XI в.) — Буддийский учитель (Ваджраяна), тантрическая йогиня, ученица Тилопы, одна из основоположниц тантрических буддийских практик. 
Её историческое существование окутано мистикой и не имеет надёжных свидетельств за исключением учений за её именем, составивших основу линии передачи Шангпа Кагью тибетского буддизма.
Согласно разных источников называется либо сестрой, либо супругой Наропы. Дала собственное истолкование «Шести йог» и передала самые тайные знания тибетцу Кхьюнгпо Налджору (1002 — 1064 гг.), считающемуся основателем Шангпа Кагью. Краткое изложение Шести Йог Сестры Нигумы было сделано Далай-ламой II.
Нигума является автором медитации исцеления от заболеваний через визуализацию Ваджрайогини и Чакрасамвары (IAST: Cakrasaṃvara — «Колесо соблюдения заповедей», «Круг обетов»). Практика представляет собой продвинутую технику даже среди самых тайных учений, поскольку в сжатом виде представляет весь тантрийский путь в виде одной мощной техники.

## Комментарии
1. ↑  В некоторых источниках датой рождения указывается 1025 год. См., например, Satyananda Giri. Naropa. — Strategic Book Publishing, 2011. — С. 123. — 300 с. — ISBN 9781612044484.